# Daria Harjevschi
Daria Harjevschi (n. 1862 – d. 26 iunie 1934, Chișinău, România) a fost o bibliotecară și om de cultură din Basarabia. A condus Biblioteca Publică Orășenească din Chișinău (actuala Bibliotecă Națională a Republicii Moldova) 40 de ani, din 1884 până în 1924, la cei 22 de ani fiind cea mai tânără directoare a bibliotecii din istoria acesteia. La acea vreme, biblioteca era unica în gubernie care funcționa din contul statului. Cărțile erau aduse de la librăriile de la Odesa, Moscova, Sankt Petersburg, Kiev și alte orașe, cât și din donațiile chișinăuienilor.
La inițiativa ei, în 1889 este organizat Congresul Bibliotecarilor, care a contribuit la perfecționarea cataloagelor sistematice, organizarea catalogului unic al revistelor, cât și deservire mai bună a copiilor. În 1899, Harjevschi pleacă la perfecționare în Harkov, Poltava și Odesa, în urma cărei călătorii elaborează catalogul alfabetico-sistematic pe domenii al cărților. În 1911, participă la Sankt Petersburg la Congresul Bibliotecarilor din Rusia, unde a prezentat darea de seamă a Bibliotecii din Chișinău, a adus propuneri de îmbunătățire a activității de bibliotecă și a făcut schimb de experiență cu omologi din alte gubernii. În același an, vizitează mai multe biblioteci guberniale de pe Volga și Kama.
În cei peste 30 de ani de conducere a Bibliotecii Publici Orășenești, Harjevschi a îndrumat bibliotecarii să depună mai mult efort și dăruire la asistența cititorilor, a încurajat accesul copiilor săraci în sălile bibliotecilor, a organizat chestionare în rândul vizitatorilor pentru a primi feedback-ul lor etc. A ținut legături strânse cu bibliotecari renumiți ai Imperiului Rus, precum L. Nemoleațki, O. Nikolski, M. Globa ș.a. A mai întemeiat Societatea Amatorilor de Artă Dramatică și un teatru popular.